# Lil Waynes diskografi
Detta är diskografin för rapparen Lil' Wayne.

## Album

### Studioalbum
| År   | Album                                                                   | Listplaceringar | Listplaceringar | Listplaceringar | Listplaceringar | Sålda exemplar                                                              |
| År   | Album                                                                   | USA             | USA R&B         | USA Rap         | Kanada          | Sålda exemplar                                                              |
| ---- | ----------------------------------------------------------------------- | --------------- | --------------- | --------------- | --------------- | --------------------------------------------------------------------------- |
| 1999 | Tha Block Is Hot - Bolag: Cash Money Records                            | 3               | 1               | —               | —               | - Sålda ex. i USA: 1,7 miljoner - Såla ex. i världen: 2,4 miljoner          |
| 2000 | Lights Out - Bolag: Cash Money/Universal Records                        | 6               | 1               | —               | —               | - Sålda ex. i USA: 550.000 (uppskattat) - Sålda ex. i världen: 1,2 miljoner |
| 2002 | 500 Degreez - Släppt: 23 july, 2002 - Bolag: Cash Money/Universal       | 16              | 5               | —               | —               | - Sålda ex. i USA: 850.000 - Sålda ex. i världen: 1,7 miljoner              |
| 2004 | Tha Carter - Bolag: Cash Money                                          | 5               | 2               | 1               | —               | - Sålda ex. i USA: 1,2 miljoner - Sålda ex. i världen: 1,7 miljoner         |
| 2005 | Tha Carter II - Bolag: Cash Money/Universal                             | 2               | 1               | 1               | 26              | - Sålda ex. i USA: 1,9 miljoner* - Sålda ex. i världen: 2,5 miljoner        |
| 2008 | Tha Carter III - Bolag: Cash Money/Young Money/Universal Motown         | 1               | 1               | 1               | 1               | - Sålda ex. i USA: 3,1 miljoner - Såld ex. i världen: 3,7 miljoner          |
| 2010 | Rebirth - Bolag: Young Money/Cash Money/Universal Motown                | 2               | 1               | 1               | ?               | - Sålda ex. i världen: TBR                                                  |
| 2010 | I Am Not a Human Being - Bolag: Young Money/Cash Money/Universal Motown | 1               | 1               | 1               | ?               | - Sålda ex. i världen: TBR                                                  |
| 2011 | Tha Carter IV - Bolag: Young Money/Cash Money/Universal Motown          | 1               | 1               | 1               | ?               | - Sålda ex. i världen: Albumet ännu ej släppt                               |

### Tillsammans med andra
| År   | Album                                                                                           | Listplaceringar | Listplaceringar | Listplaceringar | Sålda exemplar             |
| År   | Album                                                                                           | USA             | USA R&B         | USA Rap         | Sålda exemplar             |
| ---- | ----------------------------------------------------------------------------------------------- | --------------- | --------------- | --------------- | -------------------------- |
| 2006 | Like Father, Like Son (med Birdman) - Bolag: Cash Money/Universal                               | 3               | 1               | 1               | - Sålda ex. i USA: 950.000 |
| 2009 | We Are Young Money (med Young Money Entertainment) - Bolag: Young Money Entertainment/Universal | 9               | 3               | 1               |                            |
| TBA  | I Can't Feel My Face (med Juelz Santana) - Bolag: Cash Money                                    |                 |                 |                 |                            |

### EP
- The Leak (2007) (Sålda ex. i USA: över 72.000 kopior den 31 december 2008)

### Soundtracks
- Baller Blockin' Soundtrack (med Cash Money Millionaires) (2000)
- Undisputed Soundtrack (med Cash Money Millionaires) (2002)

### Officiellamixtapes
- 2003: Da Drought
- 2004: Da Drought 2
- 2004: The Prefix
- 2005: Dedication (Gangsta Grillz)
- 2005: The Suffix
- 2005: Young Money Empire (with Mack Maine, Currency, & Boo)
- 2006: Dedication 2
- 2006: Blow: The I Can't Feel My Face Prequel (with Juelz Santana)
- 2006: Lil Weezyana
- 2007: Da Drought 3
- 2008: Dedication 3

### Icke officiella mixtapes
- 2007: The Drought Is Over
- 2007: The Drought Is Over 2 (Tha Carter III Sessions)
- 2007: The Drought Is Over 3 (Who is the Predator?)
- 2008: Mardi Gras (DJ Cinema)
- 2008: The Drought Is Over 4 (Return to Tha Carter III Sessions)
- 2008: The Drought Is Over 5 (Grand Closing)
- 2008: Louisianimal (Trap-A-Holics/DJ Rell)
- 2009: The Drought Is Over 6 (The Reincarnation)
- 2009: Hottest nigga under the sun
- 2009: My Face Can’t Be Felt

## Singlar

### Solo
| År          | Låt                                                 | Listplaceringar | Listplaceringar | Listplaceringar | Album            |
| År          | Låt                                                 | USA             | USA R&B         | USA Rap         | Album            |
| ----------- | --------------------------------------------------- | --------------- | --------------- | --------------- | ---------------- |
| 1999        | "Tha Block Is Hot" (featuring Juvenile & B.G.)      | 72              | 24              | —               | Tha Block Is Hot |
| 2000        | "Respect Us" (feat. Juvenile)                       | 94              | —               | —               | Tha Block Is Hot |
| 2000        | "Get Off the Corner"                                | —               | 88              | —               | Lights Out       |
| 2001        | "Everything"                                        | —               | 88              | 24              | Lights Out       |
| 2001        | "Shine" (feat. Birdman, Mickey, & Mack 10)          | —               | —               | —               | Lights Out       |
| 2002        | "Way of Life" (feat. Big Tymers & Terrance Quaites) | 71              | 68              | 16              | 500 Degreez      |
| 2002        | "Where You At"                                      | —               | —               | —               | 500 Degreez      |
| 2004        | "Bring It Back" (feat. Mannie Fresh)                | —               | 47              | —               | Tha Carter       |
| 2004        | "Go D.J."                                           | 14              | 4               | 3               | Tha Carter       |
| 2004        | "Earthquake" (feat. Jazze Pha)                      | 67              | —               | —               | Tha Carter       |
| 2005        | "Fireman"                                           | 32              | 15              | 10              | Tha Carter II    |
| 2006        | "Hustler Musik"                                     | 87              | 26              | 16              | Tha Carter II    |
| 2006        | "Shooter" (feat. Robin Thicke)                      | —               | 97              | —               | Tha Carter II    |
| 2007        | "Gossip"                                            | 105             | 98              | —               | The Leak         |
| 2007        | "I'm Me"                                            | 97              | 63              | —               | The Leak         |
| 2007        | "The Only Reason" (feat. Sizzla & T-Streets)        | 104             | —               | —               | The Leak         |
| 2008        | "Lollipop" (feat. Static Major)                     | 1               | 1               | 1               | Tha Carter III   |
| 2008        | "A Milli"                                           | 6               | 1               | 1               | Tha Carter III   |
| 2008        | "Got Money" (feat. T-Pain)                          | 10              | 7               | 2               | Tha Carter III   |
| 2008        | "Mrs. Officer" (feat. Bobby Valentino & Kidd Kidd)  | 16              | 5               | 2               | Tha Carter III   |
| 2009        | "Prom Queen"                                        | 15              | 116             | —               | Rebirth          |
| 2009        | "Hot Revolver" (feat. Dre)                          | 33              | —               | —               | Rebirth          |
| Top 20-hits | Top 20-hits                                         | 6               | 7               | 9               |                  |

### Tillsammans med andra
| År   | Låt                                    | USA | USA R&B | USA Rap | Album                 |
| ---- | -------------------------------------- | --- | ------- | ------- | --------------------- |
| 2006 | "Stuntin' Like My Daddy" (med Birdman) | 21  | 7       | 5       | Like Father, Like Son |
| 2006 | "Leather So Soft" (med Birdman)        | 118 | 41      | 16      | Like Father, Like Son |
| 2007 | "You Ain't Know" (med Birdman)         | –   | 56      | –       | Like Father, Like Son |
| 2009 | "Every Girl" (med Young Money)         | –   | –       | –       | Inget album           |

### Gäst
| År   | Låt                                                                                     | UASA Hot 100 | USA R&B | USA Rap | Album                                     |
| ---- | --------------------------------------------------------------------------------------- | ------------ | ------- | ------- | ----------------------------------------- |
| 1999 | "Back That Azz Up" (Juvenile featuring Lil Wayne & Mannie Fresh)                        | 19           | 5       | 9       | 400 Degreez                               |
| 1999 | "Bling Bling" (B.G. featuring Lil Wayne, Turk & Big Tymers)                             | 36           | 13      | 10      | Chopper City in the Ghetto                |
| 2000 | "#1 Stunna" (Big Tymers feat. Lil Wayne & Juvenile)                                     | 105          | 24      | –       | I Got That Work                           |
| 2002 | "Neva Get Enuf" (3LW feat. Lil Wayne)                                                   | –            | 118     | –       | A Girl Can Mack                           |
| 2004 | "Soldier" (Destiny's Child feat. T.I. & Lil Wayne)                                      | 3            | 3       | –       | Destiny Fulfilled                         |
| 2004 | "Get Your Shine On" (Birdman feat. Lil Wayne)                                           | –            | 65      | –       | Fast Money                                |
| 2004 | "Neck of the Woods" (Birdman feat. Lil Wayne)                                           | –            | 71      | –       | Fast Money                                |
| 2005 | "Tell Me" (Bobby Valentino feat. Lil Wayne)                                             | 51           | 13      | –       | Bobby Valentino                           |
| 2005 | "Don't Trip" (Trina featuring Lil Wayne)                                                | –            | 74      | –       | Glamorest Life                            |
| 2006 | "Gimme That" (Chris Brown featuring Lil Wayne)                                          | 15           | 5       | –       | Chris Brown                               |
| 2006 | "Touch It or Not" (Cam'ron featuring Lil Wayne)                                         | 71           | 62      | 25      | Killa Season                              |
| 2006 | "Make It Rain" (Fat Joe feat. Lil Wayne)                                                | 13           | 6       | 2       | Me, Myself & I                            |
| 2006 | "Where da Cash At" (Curren$y featuring Lil Wayne & Remy Ma)                             | –            | 73      | –       | Dedication 2                              |
| 2006 | "Hollywood Divorce" (Outkast featuring Lil Wayne & Snoop Dogg)                          | –            | 120     | –       | Idlewild                                  |
| 2006 | "Holla at Me" (DJ Khaled featuring Lil Wayne, Paul Wall, Fat Joe, Rick Ross & Pitbull)  | 59           | 24      | 15      | Listennn... the Album                     |
| 2006 | "You Know What" (Avant feat. Lil Wayne)                                                 | –            | 58      | –       | Director                                  |
| 2006 | "You" (Lloyd feat. Lil Wayne)                                                           | 9            | 1       | –       | Street Love                               |
| 2007 | "We Takin' Over" (DJ Khaled feat. Akon, T.I., Rick Ross, Fat Joe, Birdman, & Lil Wayne) | 28           | 26      | 11      | We the Best                               |
| 2007 | "Lock U Down" (Mýa feat. Lil Wayne)                                                     | –            | 101     | –       | Liberation                                |
| 2007 | "Speaker/9mm" (David Banner feat. Akon, Lil Wayne, & Snoop Dogg)                        | –            | 66      | –       | The Greatest Story Ever Told              |
| 2007 | "Uh-Ohhh!" (Ja Rule feat. Lil Wayne)                                                    | –            | 69      | –       | The Mirror                                |
| 2007 | "Pop Bottles" (Birdman feat. Lil Wayne)                                                 | 38           | 15      | 6       | 5 * Stunna                                |
| 2007 | "Duffle Bag Boy" (Playaz Circle feat. Lil Wayne)                                        | 15           | 4       | 2       | Supply & Demand                           |
| 2007 | "Sweetest Girl (Dollar Bill)" (Wyclef Jean feat. Niia, Akon & Lil Wayne)                | 12           | 110     | –       | Carnival Vol. II: Memoirs of an Immigrant |
| 2007 | "100 Million" (Birdman feat. DJ Khaled, Rick Ross, Dre, Young Jeezy & Lil Wayne)        | 118          | 69      | –       | 5 * Stunna                                |
| 2008 | "Push" (Enrique Iglesias feat. Lil Wayne)                                               | –            | –       | –       | Insomniac                                 |
| 2008 | "Love in This Club, Part II" (Usher feat. Beyoncé & Lil Wayne)                          | 18           | 7       | –       | Here I Stand                              |
| 2008 | "Girls Around the World" (Lloyd feat. Lil Wayne)                                        | 64           | 13      | –       | Lessons in Love                           |
| 2008 | "I Run This" (Birdman feat. Lil Wayne)                                                  | 110          | 69      | 25      | 5 * Stunna                                |
| 2008 | "Can't Believe It" (T-Pain feat. Lil Wayne)                                             | 7            | 2       | –       | Thr33 Ringz                               |
| 2008 | "My Life" (The Game feat. Lil Wayne)                                                    | 21           | 15      | 4       | LAX                                       |
| 2008 | "Let It Rock" (Kevin Rudolf feat. Lil Wayne)                                            | 5            | 122     | –       | In the City                               |
| 2008 | "Shawty Say" (David Banner feat. Lil Wayne)                                             | 110          | 53      | 25      | The Greatest Story Ever Told              |
| 2008 | "Official Girl" (Cassie feat. Lil Wayne)                                                | –            | –       | –       | TBA                                       |
| 2008 | "Swagga Like Us" (Jay-Z & T.I. feat. Kanye West & Lil Wayne)                            | 5            | 11      | 4       | Paper Trail & The Blueprint 3             |
| 2008 | "Cutty Buddy" (Mike Jones feat. Trey Songz, Lil Wayne, & Twista)                        | 76           | 32      | 16      | Voice of the Streets                      |
| 2008 | "I'm So Paid" (Akon feat. Lil Wayne & Young Jeezy)                                      | 31           | 47      | –       | Freedom                                   |
| 2008 | "All My Life (In the Ghetto)" (Jay Rock feat. Lil Wayne)                                | –            | 110     | –       | Follow Me Home                            |
| 2008 | "Turnin' Me On" (Keri Hilson feat. Lil Wayne)                                           | 15           | 2       | –       | In a Perfect World...                     |
| 2009 | "Unstoppable" (Kat DeLuna feat. Lil Wayne)                                              | –            | –       | –       | Inside Out                                |
| 2009 | "Always Strapped" (Birdman feat. Lil Wayne)                                             | 65           | 36      | –       | Priceless                                 |
| 2009 | "Supplier" (Shawty Lo feat. Trey Songz & Lil Wayne)                                     | –            | –       | –       | Carlos                                    |
| 2009 | "Respect My Conglomerate" (Busta Rhymes feat. Lil Wayne & Jadakiss)                     | –            | 82      | –       | Back on My B.S. and The Last Kiss         |
| 2009 | "Down" (Jay Sean feat. Lil Wayne )                                                      | –            | -       | –       | TBA                                       |
| 2009 | Top 20 hits                                                                             | Top 20 hits  | 12      | 14      | 12                                        |

## Låtar på mixtapes bl.a.
- 2006
  - "Alphabet Bitches" - 4:21
  - "Bad Man" - 4:43
  - "Birdmans On" - 4:37
  - "Blowing Up Fast" - 2:55
  - "Boom Bap" - 4:45
  - "Don't Die" - 3:31
  - "Flashy & Fly" - 4:36
  - "Long Time Coming" - 3:11
  - "Moment Of Clarity" - 2:56
  - "Mr. Postman" - 3:55
  - "Respect This Hustle" (feat. Nikki Minaj) - 2:51
  - "That Somebody" - 3:33
- 2007
  - "All Alone" - 2:41
  - "Amen" - 5:47
  - "Ask Them Hoes" - 4:20
  - "The Badside" (feat. Juelz Santana) - 3:49
  - "Be Me" - 4:11
  - "Burn This City" (feat. Twista) - 4:49
  - "Bottom of the Map" (feat. Pimp C) - 3:12
  - "Cash Money Nigga" - 4:35
  - "Dear Lord I Get Money" - 3:59
  - "Did It Before" - 3:13
  - "Do It Again" - 2:58
  - "Do My Thang" (feat. Juelz Santana) - 2:30
  - "Do What We Do" - 3:14
  - "Get Out" 3:39
  - "Help" - 1:24
  - "Hot Shit" (feat. Juelz Santana) - 3:26
  - "I Feel Like Dying" - 3:30
  - "I Got It" - 4:35
  - "I Know the Future" (feat. Mack Maine) - 3:21
  - "I Like Dat" - 2:16
  - "I Took Her" - 3:31
  - "I'm a Beast" - 4:06
  - "I'm Raw" - 3:32
  - "It's Time to Give Me Mine" - 4:37
  - "La La La" - 3:52
  - "Lay My Organs Down" (feat. Young Money) - 3:33
  - "Lets Talk It Over" - 3:24
  - "The Life" (feat. Young Money) - 2:56
  - "Money, Cars, Clothes" (feat. Swizz Beatz & T-Streets) - 3:14
  - "Money Ova Here" (feat. Stack$) - 3:47
  - "My Name is Wizzle" - 4:26
  - "Navigator Man" (feat. T-Streets & Mack Maine) - 4:57
  - "Need Some Quiet" - 4:30
  - "Nigga With Money" - 2:42
  - "Oh Yeah"(feat. Juelz Santana) - 3:07
  - "One Nite Only" - 3:45
  - "Operate On Me" (feat. Wyclef Jean) - 4:37
  - "Outstanding" - 3:01
  - "Pam Pam" (feat. Junior Reid) - 3:50
  - "Pop That Pussy" (feat. Cassidy & Sean P) - 4:20
  - "Pray to the Lord" - 3:51
  - "Prostitute Flange" - 6:14
  - "Pussy Money Weed" - 5:20
  - "Ridin' Wit My Pistol" (feat. Raw Dizzy)
  - "Rock & Roll Fly"
  - "Scarface" - 2:48
  - "Showtime" (feat. Juliany & Main Event) - 3:34
  - "Sky's The Limit" - 5:26
  - "Something You Forgot" - 3:25
  - "Something You Forgot" (Remix)(feat. Rick Ross) - 3:00
  - "Stand Tall" - 5:49
  - "The Only Reason" (feat. T-Streets & Sizzla) - 4:33
  - "Time for Us to Fuck" - 2:24
  - "Trouble" - 4:14
  - "Triggaman" (feat. Currency) - 4:18
  - "What He Does" - 3:13
  - "When They Come for Me" - 3:54
  - "World of Fantasy" - 4:19
  - "Zoo" (feat. Mack Maine) - 3:42
  - "3 N Morning" - 3:17
- 2008
  - "The American Dream" (feat. Mike Tyson) - 3:38
  - "The Best Rapper" - 3:50
  - "Best Thing Yet" - 5:16
  - "Blinded" - 1:16
  - "Bullshit" (feat. Kidd Kidd) - 3:13
  - "Can I Talk To You" (feat. Young Money) - 5:22
  - "Cool Outrageous Lovers" (feat. Plies and Andre 3000) - 3:37
  - "Crying Game" (feat. Common) - 3:34
  - "Cut Throat Niggas" (feat. T.G.S)
  - "Do it for the Boy" (feat. Kidd Kidd) - 6:18
  - "Done It" (feat. Young Money) - 3:25
  - "Dope Money" - 4:15
  - "Down Here" (feat. Rick Ross) - 2:21
  - "Eat You Alive" - 3:35
  - "Favorite Things" (with Juelz Santana) - 4:07
  - "First Place Winner" (feat. Swizz Beatz & Young Money) - 5:02
  - "Forgot About Me" (feat. Scarface and Bun B) - 3:58
  - "Fuck A Nigga Thoughts" (feat. Kidd Kidd) - 3:31
  - "Gangsta Muzik" - 2:24
  - "Get It On" (feat. Brisco) - 1:29
  - "Ghetto Youths Rock" (with Junior Reid)
  - "Gorilla" - 2:21
  - "Guerilla" feat. Kidd Kidd) - 3:06
  - "Her Hair Black" (feat. Lloyd) - 1:15
  - "I Feel Me" - 1:26
  - "I Love You 2K8" (feat. Keyshia Cole) - 4:26
  - "I Want This Forever" (feat. Drake & Kidd Kidd) - 4:34
  - "I'm The Truth" - 3:43
  - "It's Killing Me" - 3:15
  - "Just Me And Her" (feat. Gata) - 2:47
  - "La La (Remix)" (feat. David Banner & Busta Rhymes) - 4:04
  - "Lean Low" (feat. Juelz Santana) - 4:25
  - "Let's Pray" (feat. Juelz Santana) - 2:18
  - "Lisa Marie" - 3:52
  - "Lousianimal" (feat. Lil' Boosie) - 1:56
  - "Me and My Drank" (feat. Short Dawg) - 4:17
  - "Mr. Carter (Extended Remix)" (feat. Jay-Z) - 5:16
  - "My Nigga" (feat. Kidd Kidd) - 6:18
  - "Never Get It" - 4:03
  - "Nina" - 3:42
  - "One Night Stand" (feat. Young Money) - 3:52
  - "Open Shop" (feat. The Cool Kids) - 4:32
  - "Pick & Roll" (feat. Juelz Santana) - 3:23
  - "Problem Solver" - 4:49
  - "Prostitute Flange 2" (feat. Trina) - 5:49
  - "Put My Money" (feat. Jay-Z) - 3:05
  - "Ransom" (feat. Drake - 5:15
  - "Red Magic" (feat. The Game) - 5:00
  - "Real Life" - 4:40
  - "Ride With The Mack" (with Mack Maine feat. Raw Dizzy) - 3:54
  - "Santa Clause" - 1:48
  - "She On It" (feat. Nikki Minaj) - 1:17
  - "Street Life" - 3:02
  - "Stunt Hard (feat. Drake & Kidd Kidd)- 5:08
  - "Talk To The Pillow" (feat. Young Money) - 5:22
  - "That'll Be Cool" (feat. Lil Twist) - 4:19
  - "This Is What I Does" - 1:03
  - "We Made It" (feat. French)- 4:07
  - "Wezzy So Fly"
  - "Whip It" - 6:01
- 2009
  - "Amazing Love" (feat. Gudda Gudda) - 3:31
  - "Around The Way Girl (Piano Man)" - 4:20
  - "Attention (Call of Duty)" - 1:48
  - "Bonified Hustla" (with Juelz Santana) - 3:18
  - "By Myself" (with Juelz Santana) - 4:15
  - "Cut Like A Blender" - 4:53
  - "February 18th" - 0:56
  - "Filthy" - 1:36
  - "Fix My Hat" - 2:31
  - "Guys Like Us" (with Juelz Santana) - 3:06
  - "Hello World (Troublemaker)" (feat. Jae Millz & Gudda Gudda) - 4:15
  - "Her, Him & Me" (with Juelz Santana) - 4:23
  - "Hot Revolver [Extended]" (ft. Dre) - 4:46
  - "How Can Something" (with Juelz Santana) - 3:37
  - "How You Doing" - 5:06
  - "I Hate That I Love You" (feat. Miz) - 2:09
  - Im A Go Getta - 4:36
  - "I'm A Monster (Remix)" (feat. Mr Crisis) - 3:34
  - "I'm From the South" - 4:04
  - Im goin in(ft. Drake) - 3:45
  - "I'm Not Human" - 4:03
  - "It's Been A Week" - 3:30
  - "In The Morning" - 5:34
  - "Just Listen" (feat. Tyga)
  - "Just Wanna Hit" (with Tyga feat. Short Dawg)
  - "Lets Get It" (feat. Chingy) - 2:27
  - Money To Blow (ft. Birdman & Drake) - 4:22
  - "New Orleans Maniac" (feat. Gudda Gudda) - 3:14
  - "Not Love" - 1:03
  - "Rap Cemetary (Skull Gang)" (feat. Juelz Santana) - 2:26
  - "Red Rum (Blow My Mind)" (feat. Dre) - 3:56
  - "Road Block (Move)" (feat. T-Streets & Mack Maine) - 3:29
  - "Rockstar" (with Juelz Santana feat. Starr) - 4:03
  - "She Wants Me" - 1:45
  - "Switch" - 1:09
  - "Thank You" (feat. Jae Millz & Mack Maine) - 3:36
  - "Thinking To Myself" - 1:03
  - "Where U At" - 1:10
  - We Be Steady Mobbin (ft. Gucci Mane) - 5:23
  - "Yeahhh" - 3:08
  - "Yes" (feat. Pharrell) - 4:07
  - "Young Money Hospital" (feat. Gudda Gudda) - 2:33
  - "Young Money World" - 1:37
  - "1 Arm" (with Juelz Santana) - 4:40